# Themeda triandra

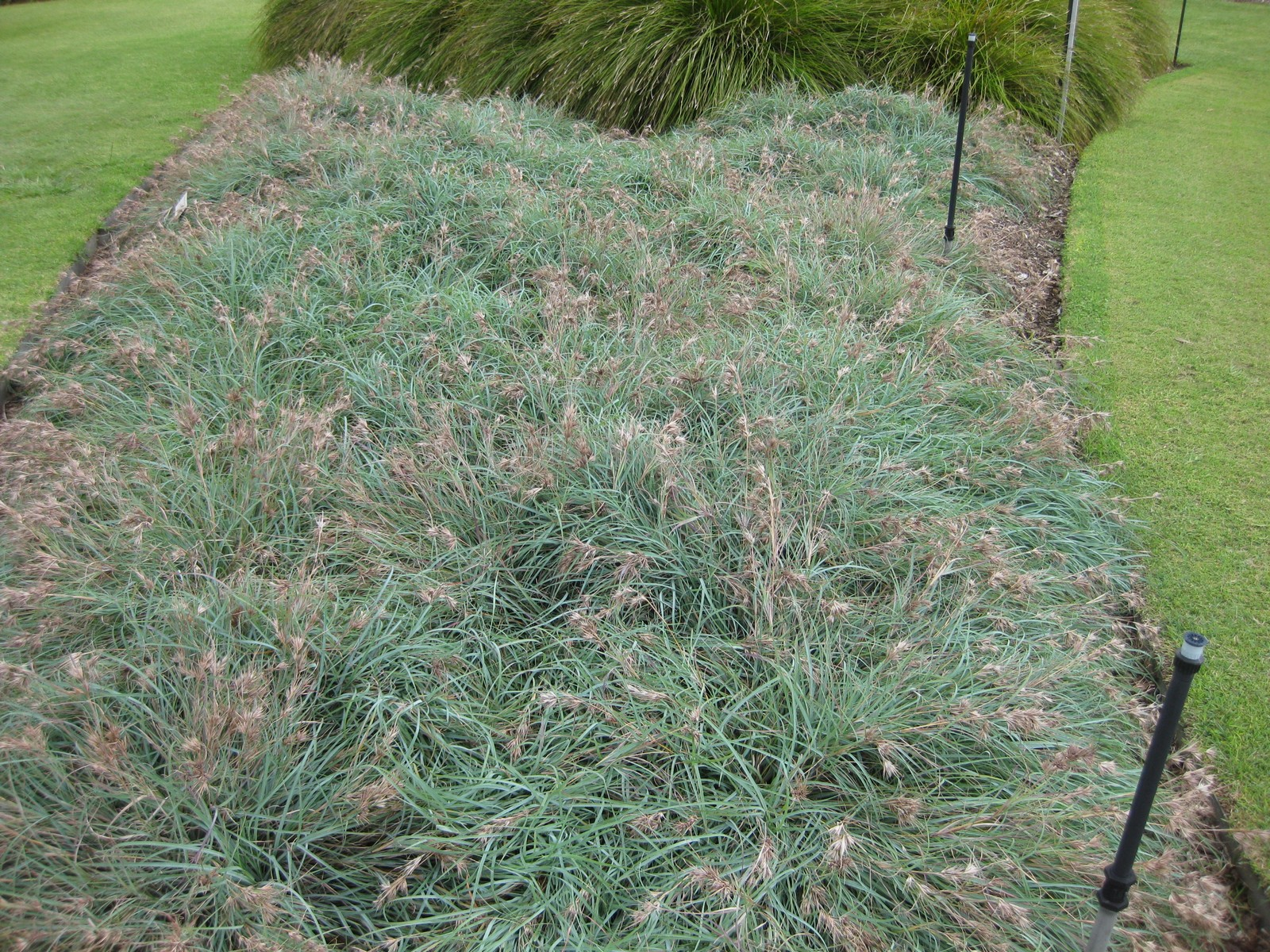
T. triandra

Themeda triandra es una especie de hierba perennifolia perteneciente a la familia de las poáceas. Se encuentra en África, Australia, Asia y en islas del Océano Pacífico.

## Descripción
La especie  puede alcanzar hasta 1,5 m de altura y 0,5 m de ancho. Las flores se producen en verano, produciendo grandes flores de color marrón rojizo en las espiguillas de los tallos ramificados.

## Usos
Una planta utilizada en la alimentación tradicional en África, este grano es poco conocido, y puede tener potencial para mejorar la nutrición, aumentar la seguridad alimentaria, promover el desarrollo rural y apoyar el uso sostenible de la tierra.

## Taxonomía
Themeda triandra fue descrita por Peter Forsskål  y publicado en Flora Aegyptiaco-Arabica 178. 1775.
Sinonimia
- Lista de sinónimos de Themeda triandra'[6][7]